# Faktor XIII

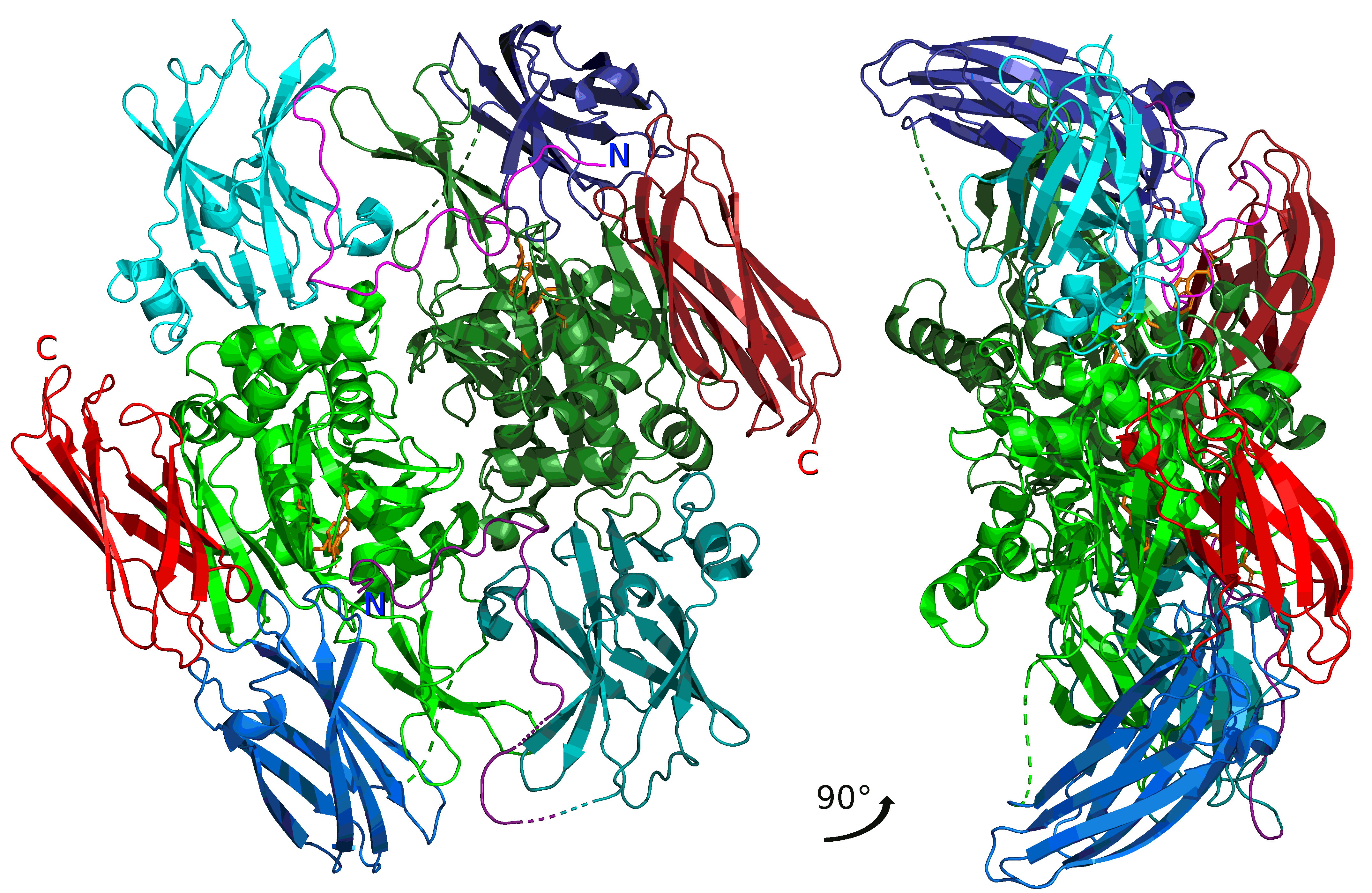
Koagulering faktor XIII dimer, Human blood.

Faktor XIII (13), även fibrinstabiliserande faktor (FSF), är ett protein som ingår i blodkoaguleringen. Den aktiveras av trombin och tillsammans med kalcium stabiliserar den fibrin till ett starkare koagel. 